# The Million Dollar Homepage
The Million Dollar Homepage (tam dịch: Trang chủ triệu đô) là một website thành lập năm 2005 bởi Alex Tew, 1 sinh viên ở Wiltsire, Anh, cố gắng kiếm tiền để chi trả cho học phí tại đại học. Trang web bao gồm 1 triệu pixels nằm trong 1 lưới 1000x1000 pixels. Ảnh trên trang web và link liên kết đến nó được bán với giá $1 cho mỗi pixel nằm trong khối 10x10. Người mua những pixel này cung cấp 1 bức ảnh nhỏ để hiển thị lên các pixel đó, 1 URL là địa chỉ được bức ảnh liên kết, và 1 câu slogan được hiển thị khi con trỏ chuột trỏ vào bức ảnh. Mục đích của website này là bán tất cả các pixel, và tạo ra tổng thu nhập là 1 triệu dollar. The Wall Street Journal đã nhận xét rằng chính website này đã truyền cảm hứng cho nhiều websiste bán điểm ảnh ra đời sau này.
Ra mắt váo 26 tháng 8 năm 2005, website đã trở thành 1 hiện tượng trên Internet. Chỉ số Alexa đạt; đến 18 tháng 12 năm 2009, con số này là 35,983.. Ngày 1 tháng 1 năm 2006, 1000 pixel cuối cùng được đem bán đấu giá trên eBay. Phiên đấu giá này đã kết thúc vào 11 tháng 1 năm 2006, với mức giá cao nhất la $38,100. Điều đó góp phần đem lại tổng thu nhập $1,037,000.
Trong suốt khoảng thời gian của phiên đấu giá, website này là mục tiêu tấn công của các cuộc tấn công DDOS và tống tiền, khiến cho khách hàng đã không thể tiếp cận với website trong vòng 1 tuần, trong khi hệ thống bảo mật của website được nâng cấp. Cục điều tra liên bang Mỹ FBI và cảnh sát Wiltshire đã điều tra ra kẻ tấn công tống tiền.

## Sự phát triển
Alex Tew, ngày 22 tháng 2 năm 2006.
Alex Tew, 1 sinh viên từ Cricklade, Wiltshire, Anh, hình thành The Million Dollar HomePage vào tháng 8 năm 2005 khi anh 21 tuổi. Anh bắt đầu học 1 khóa quản trị kinh doanh 3 năm tại University of Nottingham, và điều đó đồng nhĩa với việc anh sẽ ra trường với 1 khoản nợ học phí mà phải mất nhiều năm mới có thể trả hết. Như 1 ý tưởng kiếm tiền, Tew quyết định bán 1 triệu điểm ảnh, $1 cho 1 điểm ảnh; người mua sẽ up các ảnh, logo hoặc quảng cáo, có tùy chọn bao gồm một liên kết đến trang web của họ. Pixels được bán bằng US dollars, không bán bằng bảng Anh UK pounds; Mỹ có số dân trực tuyến lớn hơn Anh, và Tew tin rằng nhiều người sẽ quan tâm đến vấn đề này hơn nếu các điểm ảnh được bán bởi US dollar. Năm 2005, đồng bảng có giá trị hơn đồng dollar nhiều. £1 xấp xỉ bằng $1.80, và một bản cho 1 pixel có thể sẽ quá đắt đối vơi các khách hàng tiềm năng. Tiền mà Tew dùng để setup là €50, dùng để mua tên miền và cài đặt máy chủ. Trang web sẽ đi vào hoạt động vào 28 tháng 8 năm 2005.
Banner của website là tên của trang web và số lượng điểm ảnh bán được, 1 thanh điều hướng bao gồm 9 đường link nhỏ liên kết đến bên trong các trang, và 1 lưới vuông chứa 1,000,000 điểm ảnh chia thành 10,000 khôi, mỗi khối 100 điểm ảnh. Tew hứa với các khách hàng rằng trang web sẽ hoạt động ít nhất là 5 năm. Tức là tồn tại đên 26 tháng 8 năm 2010
.

## Bán Pixel
Bởi vì từng pixel riêng biệt sẽ rất khó để nhìn thấy được, website đã bán các pixel theo từng khối 10x10 pixels với giá thấp nhất là $100. Khách hàng đầu tiên, sau 3 ngày trang web thành lập là 1 trang nghe nhạc online do 1 người bạn của Tew điều hành. Người này đã mua 400 pixels tương đương với 1 block 20x20. Sau hai tuần,bạn bè và thành viên gia đình Tew đã mua tổng cộng 4.700 điểm ảnh. Trang web này ban đầu được bán trên thị trường chỉ thông qua truyền miệng. Tuy nhiên, sau khi trang web đạt lợi nhuận $1000, 1 tuyên bố đã được gửi về cho BBC. Trang web về các tin tức công nghệ The Register đã có 2 bài viết đánh giá cao The Million Dollar HomePage trong tháng 9. Đến cuối tháng, The Million Dollar Homepage đã nhận được $ 250,000 và được xếp hạng số 3 trên Alexa trong danh sách "của" Movers và Shakers" đứng sau các trang web của Britney Spears and Photo District News. Ngày 6 tháng 10, Tew báo cáo rằng đã có 65,000 lượt truy cập trang web; nó nhận được 1465 điểm Diggs, trở thành 1 trong những đường link được quan tâm nhất. 11 ngày sau, đã có đến 100,000 người khác nhau truy cập trang web. Ngày 26 tháng 10, sau đúng 2 tháng website được thành lập, đã có 500,900 pixel được bán cho 1,400 khách hàng. Vào đêm giao thừa, Tew tuyên bố rằng trang web mỗi giờ có 25,000 lượt truy cập, chỉ số Alexa lúc này là 127, và có 999,000 trong tổng sô 1,000,000 pixel đã được bán.
Ngày 1 tháng 1 năm 2006, Tew cho biết rằng nhu cầu là quá lớn so với 1000 pixels cuối cùng, hành động công bằng và đẹp đẽ nhất bây giờ là bán đấu giá nó trên eBay, hơn là mất đi tính chính trực và ý nghĩa của khái niệm 1 triệu pixel nếu tạo thêm 1 The Million Dollar HomePage thứ 2. Việc bán đấu giá kéo dài mười ngày và nhận được 99 hồ sơ dự thầu hợp pháp. Mặc dù hồ sơ dự thầu đã nhận được với số tiền lên đến $ 160,109.99, một số nhà thầu đã rút lại hồ sơ như là 1 trò chơi xỏ. Tew nói:" Tôi đã liên lạc với mọi người, và thái độ không nghiêm túc của họ đã làm tôi rất bực bội, vì vậy tôi quyết định loại bỏ một số nhà thầu vào phút cuối". Bản thầu thắng cuộc cuối cùng là bản thầu trị giá $38,100 của MillionDollarWeightLoss.com, một cửa hàng trực tuyến bán các sản phẩm liên quan đến chế độ ăn uống. Tew mong muốn mức giá cuối cùng cao hơn để gây sự chú ý của tryền thông. The Million Dollar HomePage đã đạt tổng doanh thu $1,037,000 trong vòng 5 tháng. Sau khi chi cho các phí phát sinh, thuế và các khoản đóng góp cho The Prince Trust, một tổ chức từ thiện cho những người trẻ tuổi, Tew dự kiến thu được $ 650.000 - 700.000.
Các bên mua pixel bao gồm: Bonanza Gift Shop, Panda Software, các nhà sane xuất của Wal-Mart: The High Cost of Low Price, British Schools Karting Championship, Book of Cool, Orange, The Times, Cheapflights.com, Schiffer Publishing,Rhapsody, Tenacious D, GoldenPalace.com, 888.com và các casino trực tuyến, Independiente Records, Yahoo!, các doanh nghiệp nhỏ, và các công ty cung cấp chiến dịch làm giàu nhanh chóng, dịch vụ hẹn hò online, cho vay cá nhân, mẫu miễn phí, các website thiết kế và các ngày nghỉ lễ.

## Sự chú ý của truyền thông
Sau khi bài báo cáo đầu tiên vào tháng 9 gây được sự chú ý, The Million Dollar Homepage được đánh giá cao trên trang BBC Online, The Register, [[The Daily Telegraph,và PC Pro. Tew cũng đã xuất hiện trên các kênh breakfast televison quốc gia như Sky News Sunrise và BBC Breakfast để thảo luận về website của mình.
Alex Tew, ngày 22 tháng 2 năm 2006.
Đến tháng 11, website đã trở nên phổ biến trên toàn thế giới, nhận được sự chú ý từ Financial Times Deuschalandở Đức, TVNZ ở New Zealand, Terra Networks Nam Mỹ, China Daily, đặc biệt ở Mỹ, nó được ca ngợi bởi Adweek, Floria Today, và Street Wall Journal. Tew đã thuê một nhà báo Mỹ để giúp đỡ gây sự chú ý từ giới truyền thông Mỹ và đã thực hiện một chuyến đi kéo dài một tuần đến Hoa Kỳ, nơi mà anh ấy sẽ xuất hiện trên ABC News Radio, Fox New Channel, Attack the Show.va một số chương trình truyền hình địa phương.
Khái niệm này được diễn đạt băng các cụm từ vui như: "đơn giản và tuyệt vời", "thông minh", "khéo léo", "1 nền tảng độc đáo". Giáo sư Martin Binks, giám đốc của học viện Nottingham, nói rằng: "Nó thực sự tuyệt vời trong chính sự đơn giản của nó..., các nhà quảng cáo đã bị sự mới lạ của ý tưởng này thu hút..., website đã trở thành 1 hiện tượng." Tờ Popular Mechanics nói: "Không có nội dung. Không có những hình ảnh ấn tượng, quà tặng hay là những video Paris Hilton ướt át làm người xem phải chảy nước miếng. Hãy tưởng tượng 1 chương trình TV mang tính thương mại nhưng lại không trình chiếu gi, 1 tạp chí không có quảng cáo. Đấy chính là The Million Dollar HomePage. Một ví dụ đáng kinh ngạc của tiếp thị lan truyền. Don Oldenburg của tờ Washington Postlaf 1 trong những người không dành nhiều lời khen ngợi cho website này nói: "Giá thành rẻ, hấp dẫn người xem, ít banner quảng cáo". Oldenburg tiếp tục: "Nó nhìn như một bảng thông báo được thiết kế nhanh, khiến bạn không thể không nhìn vào. Nó cún hút như khi trời nóng mà bỗng nhiên bạn muốn tắm mát bằng vòi hòa sen."
Khi các điểm ảnh cuối cùng được bán đấu giá. Tew phỏng vấn ở Richard & Judy, và được nhắc đến trong các tờ báo online của BBC. Tờ Wall Street Journal viết về The Million Dolla Homepage và tác động của nó đối với cộng đồng Internet. "Tew đã tự biến bản thân mình thành 1 người nổi tiếng trên mạng, sáng tạo,... 1 bức tranh thú vị về kinh doanh trực tuyến.
Tew rút đi sự tại trợ của các công ty kinh doanh đã tài trợ trong 1 khoảng thời gian dài. Năm 2008, Tew sáng lập ra Popjam, 1 sự kết hợp giữa kinh doanh và mạng xã hội.

## Tấn công DDOS
Ngày 7 tháng 1 năm 2006, 3 ngày trước phiên bán đấu giá 1000 pixels cuối cùng kết thức, Tew nhận được email từ 1 tổ chức có tên là "The Dark Group", nói rằng The Million Dollar Homepage sẽ trở thành nạn nhân của 1 cuộc tấn công DDOS nếu không trả 1 khoản tiền là $5,000 vào ngày 10 tháng 1. Tin rằng đây chỉ là 1 trò lừa đảo, Tew đã từ chối. Nhưng 1 tuần sau, Tew nhận được 1 email đe dọa thứ 2 với nội dung tương tự nhưng số tiền tăng lên là $50000. 1 lần nữa, Tew từ chối bất chấp lời đe dọa, và trang web bị sụp đổ bởi 1 lưu lượng khổng lồ các truy cập và email. Tew nói rằng: "Tôi không trả lời cho bất cứ ai trong số bọn chúng. Việc đó đồng nghĩa với việc làm chúng thỏa mãn và nếu như bạn trả tiền cho họ, chắc chắn rằng họ sẽ tiếp tục."
Website đã không thể tiếp cận được với khách hàng trong suốt 1 tuần khi mà hệ thống máy chủ được nâng cấp, và lọc lưu lượng truy cập thông qua phần mềm chống DDos. Cảnh sát chống tội phạm cao ở Wiltshire và FBI được triệu tập để tìm ra kẻ tấn công website. Họ tin rằng kẻ tấn công là người gốc Nga.

## Các trang tương tự
Nhiều website khác cũng bán các pixel quảng cáo. Tew nói: "họ gần như là ngay lập tức thành lập sau chúng tôi, và bây giờ đã có khoảng 100 website bán các pixel ảnh. Tất cả đều cạnh tranh với nhau". "Họ có rất ít quảng cáo, tôi nghĩ điều đó là không tốt cho họ. Ý tưởng chỉ phát huy khi nó mới lạ. Bất kì website nào mà có những giá trị cốt lõi, thì sẽ thành công. Vì vây, tôi chúc cho những website chạy theo ý tưởng của tôi may mắn".